# فارتيما
فارتيما، لودفيكو دي فارتيما أو بارتيما وهو رحالة إيطالي، ولد في بولونيا على الأرجح عام 869هـ/ 1465م وتوفي عام 925هـ/ 1519م، يعتقد أنه أول أوربي غير مسلم زار مكة والمدينة.
سمى نفسه «الحاج يونس المصري». ترجمت رحلاته إلى العربية نقلاً من ترجمة إنجليزية من قبل عبد الرحمن عبد الله الشيخ.

## رحلته
ولد فارتيما في بولونيا بإيطاليا، وربما كان جندي قبل البدء في رحلاته البعيدة، التي قام بها على ما يبدو من شغف المغامرة، والحداثة والشهرة.
رحلة فارتيما بدأت في نهاية 1502م وبداية 1503م متجها من أوروبا إلى الإسكندرية ومنها إلى القاهرة مرورا بالنيل وترك مصر متجهاً إلى بيروت ومنها إلى طرابلس وحلب ودمشق حيث تمكن من الحصول على تسجيل اسم جديد له وهو «يونس» (يونان)، في حامية مملوكية.
ومن دمشق توجه إلى مكة والمدينة كواحد من المرافقين للمماليك في قافلة الحج في 11 أبريل من عام 1503، ومن مكة انطلق إلى جدة، وتحدث واصفاً لها:«هي محاطة بمنازل غاية في الجمال كالمعتاد في إيطاليا لذا لن نغرق كثيراً في وصفها إنها مدينة مزدحمة جداً لأن كثيراً من المسلمين يأتون إليها». ولا يحيط بجدة سور، وإنما وفي مكة قابل التاجر المسلم الذي إتهمه أنه جاسوس نصراني، ولكن فارتيما رد الإتهام بأنه من المماليك، ثم هدأت الشكوك، وشرح له التاجر أن الأوضاع مضطربة وعلى حافة الهاوية في البلاد بسبب أنشطة الإمبراطورية البرتغالية في المنطقة، التي بدأت مؤخرا بالتعدي على المحيط الهندي ومهاجمة سفن المسلمين (مذبحة ركاب سفينة الحجاج لمكة من قبل فاسكو دا غاما عام 1502م كانت فظيعة للغاية، على الرغم من أن فارتيما لم يشر لهذا الحدث صراحة).
وبسماعه لهذه الأحداث أبتكر حيلة للوصول للهند وادعى أنه خبير مدافع وسعى لتقديم خدماته لسلطان بيجابور («ملك الدكن») ليلقي بالمدفعية لمحاربة البرتغاليين، وأعجب التاجر المكي بفكرته وخبأه في منزله لتعود قافلة المماليك إلى سوريا من دونه.
وبمساعدة التاجر المكي، ركب فارتيما سفينة تجارية في ميناء جدة متجهة إلي الهند.التي أبحرت جنوباً في البحر الأحمر وعبر مضيق باب المندب إلي عدن، ومع ذلك عند وصوله إلى عدن، ألقي القبض عليه وسجن كجاسوس نصراني، وقد اتهم بأنه أحد أفراد طاقم سفينة من إحدى السفن البرتغالية التي كانت تهاجم السفن العربية القريبة، ولكنه تظاهر بالجنون في عدن فتركوه يذهب وركب سفينة متجهة للهند وذلك في مارس 1504م، وكان من المفترض أن تتوقف السفينة لبعض الوقت في الخليج العربي أولا، ولكن الرياح المخالفة اضطرتها للإبحار في الاتجاه المعاكس وانتهى الأمر بأن أبحرت إلى الجنوب، إلى زيلع وبربرة (على ساحل الصومال).وقد أعطى وصفا مختصرا للمكانين.
من الصومال، وشرع السفينة للإبحار عبر بحر العرب إلى الميناء الهندي ديو في غوجرات. وأبحر شمالا في خليج كمبات إلى غوقه ثم عاد إلى الخليج العربي إلى مدينة جلفار ثم تراجعت السفينة لاستراحة قصيرة في مسقط قبل أن تعبر من مضيق هرمز.

## انظر ايضاً
- جدة

## وصلات خارجية
- فاريتما الإيطالي أول أوروبي يزور جدة في التاريخ الحديث.